# Pasquale Tridico
Pasquale Tridico, né le 21 septembre 1975 à Scala Coeli est un économiste italien, président de l'Istituto nazionale della previdenza sociale de 2019 à 2023 et député européen depuis juin 2024.

## Biographie

### Enfance et formation
Né à Scala Coeli, dans la province de Cosenza, il fréquente le Liceo scientifico Stefano Patrizi de Cariati et a ensuite poursuivi ses études à Rome, où en 2000 il obtient son diplôme de maîtrise en sciences politiques et relations internationales à l'Université de Rome « La Sapienza ». Installé au Royaume-Uni, il suit un autre master en économie de l'Union européenne à Brighton en 2002-2003 avec une bourse Marie Curie. En 2004, son doctorat en économie à l'Université Roma Tre.

### Carrière universitaire
Après avoir obtenu son doctorat en économie en 2004, il reçoit une bourse de recherche (2005-08) et a réalisé de nombreuses recherches en Italie et à l'étranger, commençant à exercer comme enseignant. En 2008, il réussit le concours de chercheur en économie politique. Entre 2003 et 2010, il a enseigné l'économie de l'Union européenne à l'Université "La Sapienza" de Rome et de 2005 à 2009 dans divers cours contractuels à l'Université Roma Tre.

### Politique
Il est élu député européen en 2024.